# Ford Capri (2024)
De Ford Capri is een volledig elektrisch aangedreven vijfdeurs CUV van de Amerikaanse autofabrikant Ford die geproduceerd wordt door zijn Europese divisie. De auto wordt geproduceerd in de Ford-fabriek in Keulen en voornamelijk in Europa op de markt gebracht. Hij is gebaseerd op het Volkswagen Group MEB-platform en maakt gebruik van door Volkswagen geleverde accu's. De auto deelt zijn naam met de originele Ford Capri.

## Ontwerp
De Capri kan beschouwd worden als de sportieve versie van de elektrische Explorer. Beide modellen hebben diverse carrosserieonderdelen gemeen, zoals de motorkap, voorspatborden en portieren. Vergeleken met de Explorer is de ophanging van de Capri met 18 mm verlaagd en stijver afgesteld.
Aanvankelijk was de Capri beschikbaar met twee motorversies. De minder krachtige versie heeft een elektromotor op de achteras met een vermogen van 210 kW (286 pk). Met vierwielaandrijving levert het voertuig met twee motoren 250 kW (340 pk). De door de fabrikant opgegeven actieradius is respectievelijk 627 km en 592 km. Iets later volgde een versie met 125 kW (170 pk), met een actieradius van 393 km. De kofferbak heeft een inhoud van 570 liter of 1510 liter met de achterbank neergeklapt. De Capri scoorde vijf sterren op de Euro NCAP-tests.

## Fotogalerij

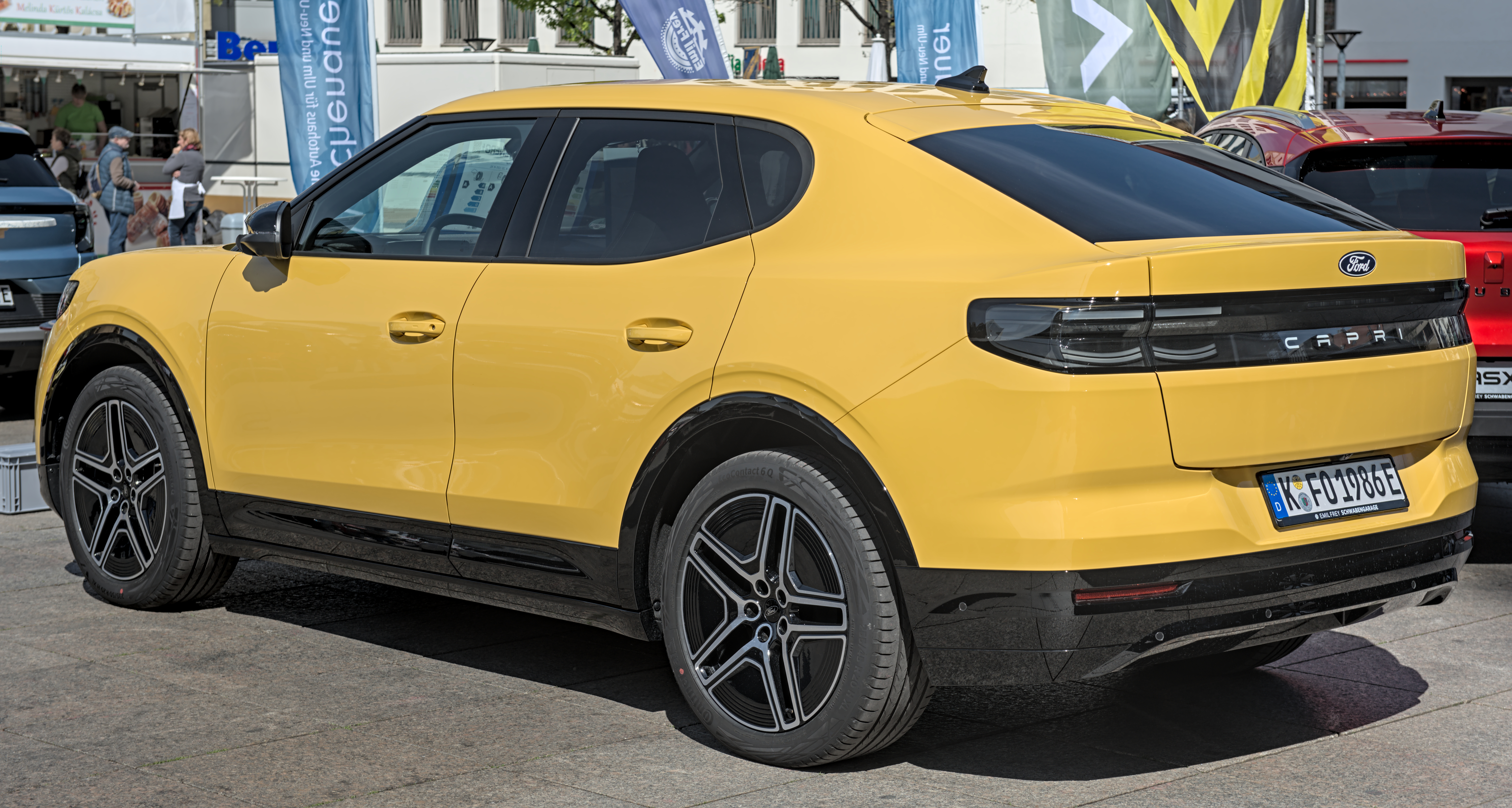
Achteraanzicht
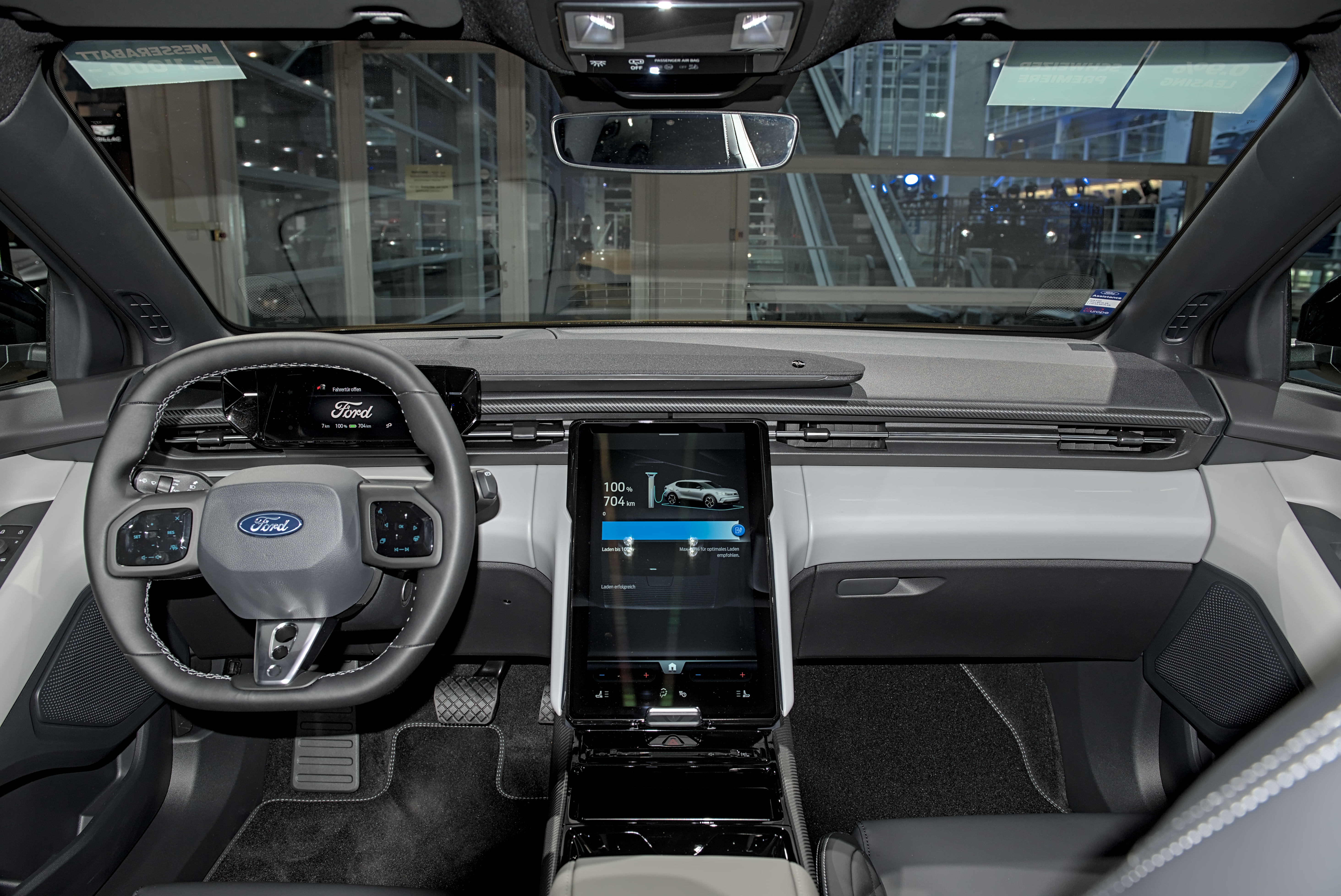
Interieur
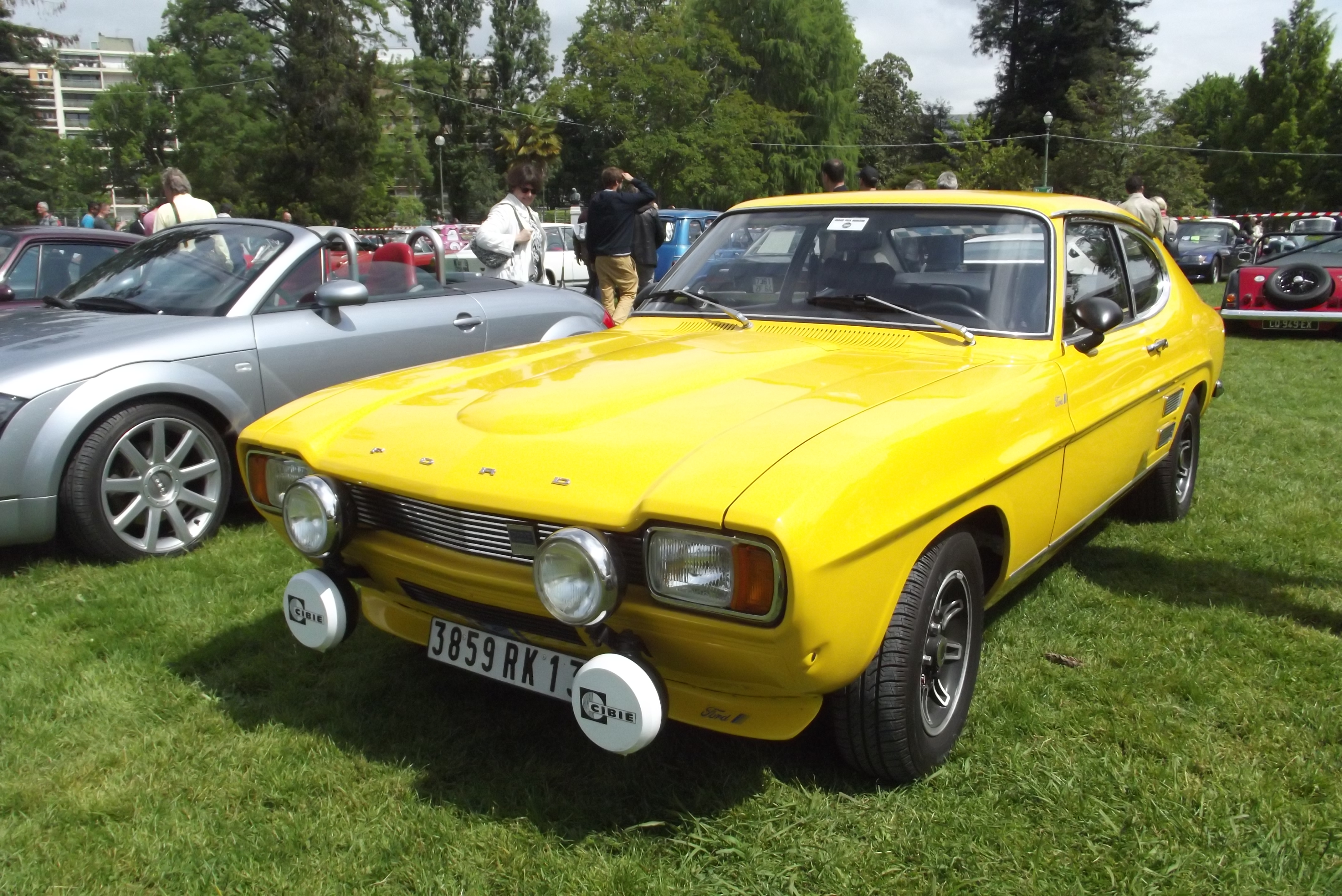
De originele Ford Capri

## Specificaties
| Type               | Motor               | Vermogen        | Koppel       | Aandrijving           | Gewicht      | 0–100 km/u | Topsnelheid | Jaartal         |
| ------------------ | ------------------- | --------------- | ------------ | --------------------- | ------------ | ---------- | ----------- | --------------- |
| Standard Range     | elektromotor        | 125 kW (170 pk) | 310 Nm       | achterwielaandrijving | 1914–1930 kg | 8,7 s      | 160 km/u    | 10/2024 - heden |
| Extended Range     | elektromotor        | 210 kW (286 pk) | 545 Nm       | achterwielaandrijving | 2098 kg      | 6,4 s      | 180 km/u    | 9/2024 - heden  |
| Extended Range AWD | twee elektromotoren | 250 kW (340 pk) | 134 + 545 Nm | vierwielaandrijving   | 2174 kg      | 5,3 s      | 180 km/u    | 9/2024 - heden  |